# Giorno di Zamenhof
Il giorno di Zamenhof (in esperanto Zamenhofa Tago), anche chiamato giorno dell'esperanto, è celebrato il 15 dicembre, il giorno della nascita dell'iniziatore dell'esperanto L. L. Zamenhof. È il giorno più celebrato nella Cultura esperantista.
La storia del festeggiamento dell'esperanto il giorno della nascita di Zamenhof può essere fatta risalire alla festa di compleanno per il suo 19º anno il 17 dicembre 1878, quando presentò ai suoi amici il suo Lingwe uniwersala, la prima versione della sua lingua internazionale. Entro il 1887, questa lingua si evolvette in quello che viene oggi riconosciuto come l'esperanto, quando pubblicò il suo Unua Libro.
Oggigiorno, molti Esperantisti comprano un nuovo libro sull'esperanto durante questo periodo dell'anno. Avvengono anche speciali riunioni e feste in tutto il mondo per celebrare l'occasione, che viene sfruttata dagli Esperantisti per riunirsi durante le vacanze.
Alcuni Esperantisti, non volendo celebrare i raggiungimenti di un singolo uomo, hanno suggerito di celebrare il 15 dicembre come Giorno della Letteratura Esperantista. Essi perciò incoraggiano le associazioni Esperantiste che organizzano riunioni in questo giorno ad aggiungere una recensione di un libro, o una lettura di poesie al programma, o di annunciare la pubblicazione di un nuovo libro. A livello individuale, ognuno può comprare o iniziare a leggere un nuovo libro, o festeggiare in altri modi la letteratura esperantista.

## 2009
Il 15 dicembre 2009 ha segnato i 150 anni dalla nascita di Zamenhof, e si sono verificati diversi eventi. In questa data, le autorità di Białystok hanno aperto un nuovo Centro Zamenhof, ed è stato tenuto un simposio in onore di Zamenhof a New York, con interventi di Arika Okrent, Humphrey Tonkin e altri professori.